# Presles-et-Boves
Pour les articles homonymes, voir Presles et Boves (homonymie).
Presles-et-Boves est une commune française située dans le département de l'Aisne, en région Hauts-de-France.

## Géographie

### Localisation

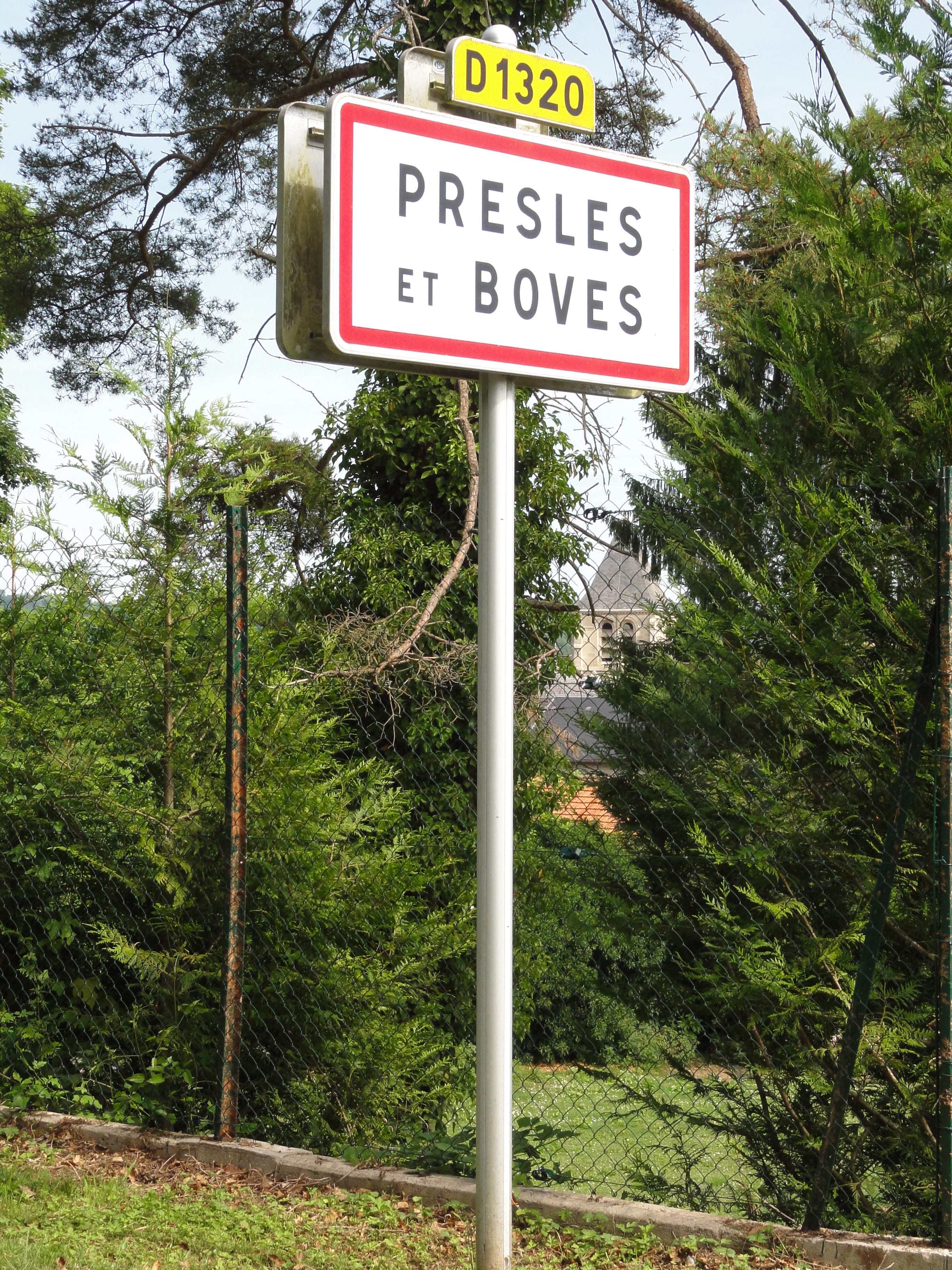
Entrée de Presles-et-Boves.
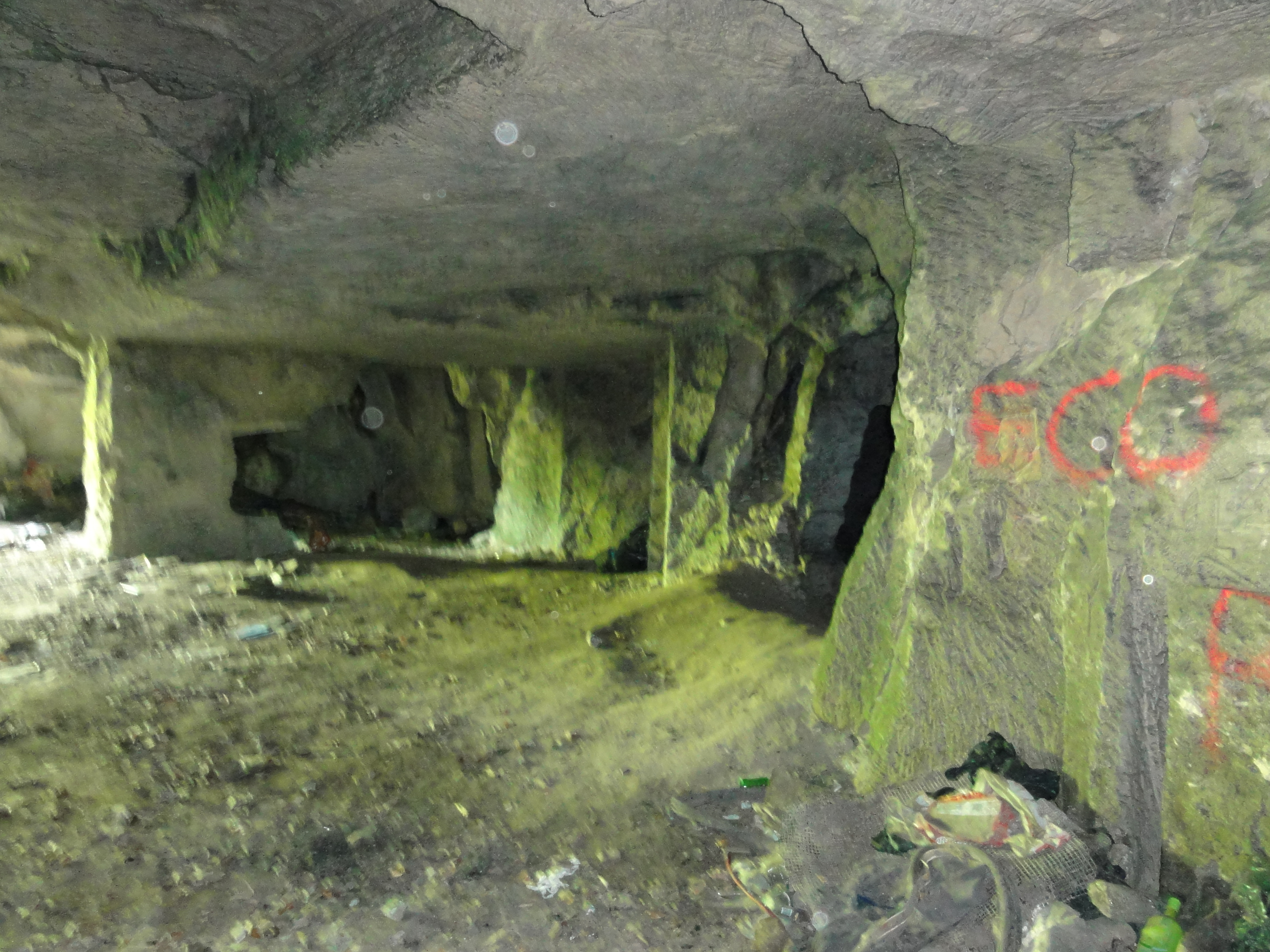
Une carrière souterraine.

### Hydrographie

#### Réseau hydrographique
La commune est située dans le bassin Seine-Normandie. Elle est drainée par l'Aisne, le canal latéral à l'Aisne, le cours d'eau 01 de la commune de Cys-la-Commune et le cours d'eau 01 de la Fontaine Saint-Pierre,,.
L'Aisne est un  cours d'eau naturel navigable de 256 km de longueur, traversant les cinq départements Meuse, Marne, Ardennes, Aisne, Oise. Elle est un affluent de rive gauche de l'Oise, ce qui fait d'elle un sous-affluent de la Seine.
Le canal latéral à l'Aisne relie Vieux-lès-Asfeld (Ardennes) à Celles-sur-Aisne (Aisne), en passant par Berry-au-Bac.

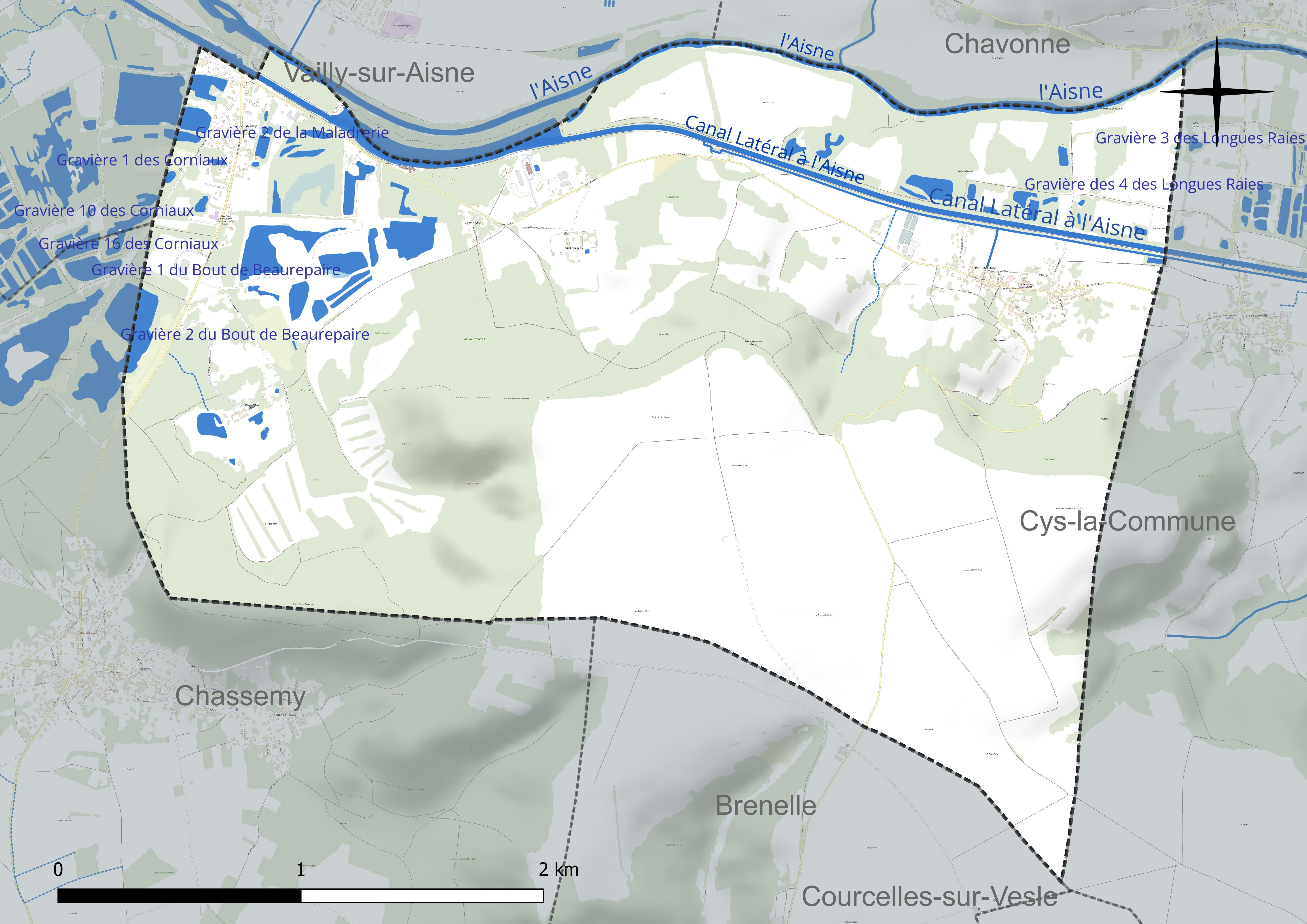
Réseau hydrographique de Presles-et-Boves.

Quatre plans d'eau complètent le réseau hydrographique : la gravière 1 de la Maladrerie, d'une superficie totale de 1 ha (1 ha sur la commune), la gravière 2 de la Maladrerie, d'une superficie totale de 1,1 ha (1,1 ha sur la commune), la gravière 2 du Bout de Beaurepaire, d'une superficie totale de 7,7 ha (2,4 ha sur la commune) et la gravière de la Croix Blanche (1,3 ha),.

#### Gestion et qualité des eaux
Le territoire communal est couvert par le schéma d'aménagement et de gestion des eaux (SAGE) « Aisne Vesle Suippe ». Ce document de planification, dont le territoire s'étend sur 3 096 km2 répartis sur trois départements (Aisne, Marne et Ardennes) et deux régions (Champagne-Ardenne et Picardie), a été approuvé le 16 décembre 2013. La structure porteuse de l'élaboration et de la mise en œuvre est le Syndicat d'aménagement des bassins Aisne Vesle Suippe (SIABAVES).
La qualité des cours d'eau peut être consultée sur un site spécial géré par les agences de l'eau et l'Agence française pour la biodiversité.

### Climat
Pour des articles plus généraux, voir Climat des Hauts-de-France et Climat de l'Aisne.
En 2010, le climat de la commune est de type climat océanique dégradé des plaines du Centre et du Nord, selon une étude du CNRS s'appuyant sur une série de données couvrant la période 1971-2000. En 2020, Météo-France publie une typologie des climats de la France métropolitaine dans laquelle la commune est exposée à un climat océanique altéré et est dans la région climatique Nord-est du bassin Parisien, caractérisée par un ensoleillement médiocre, une pluviométrie moyenne régulièrement répartie au cours de l'année et un hiver froid (3 °C).
Pour la période 1971-2000, la température annuelle moyenne est de 10,4 °C, avec une amplitude thermique annuelle de 14,5 °C. Le cumul annuel moyen de précipitations est de 697 mm, avec 12,2 jours de précipitations en janvier et 8,9 jours en juillet. Pour la période 1991-2020, la température moyenne annuelle observée sur la station météorologique la plus proche, située sur la commune de Braine à 6 km à vol d'oiseau, est de 11,3 °C et le cumul annuel moyen de précipitations est de 662,7 mm,. Pour l'avenir, les paramètres climatiques de la commune estimés pour 2050 selon différents scénarios d'émission de gaz à effet de serre sont consultables sur un site spécial publié par Météo-France en novembre 2022.

## Urbanisme

### Typologie
Au 1er janvier 2024, Presles-et-Boves est catégorisée commune rurale à habitat dispersé, selon la nouvelle grille communale de densité à 7 niveaux définie par l'Insee en 2022.
Elle est située hors unité urbaine et hors attraction des villes,.

### Occupation des sols
L'occupation des sols de la commune, telle qu'elle ressort de la base de données européenne d'occupation biophysique des sols Corine Land Cover (CLC), est marquée par l'importance des territoires agricoles (57,1 % en 2018), en diminution par rapport à 1990 (60,9 %). La répartition détaillée en 2018 est la suivante : 
terres arables (46,8 %), forêts (34,7 %), prairies (7,3 %), mines, décharges et chantiers (4,3 %), zones agricoles hétérogènes (3 %), zones urbanisées (2,5 %), eaux continentales (1,4 %).
L'évolution de l'occupation des sols de la commune et de ses infrastructures peut être observée sur les différentes représentations cartographiques du territoire : la carte de Cassini (XVIIIe siècle), la carte d'état-major (1820-1866) et les cartes ou photos aériennes de l'IGN pour la période actuelle (1950 à aujourd'hui).

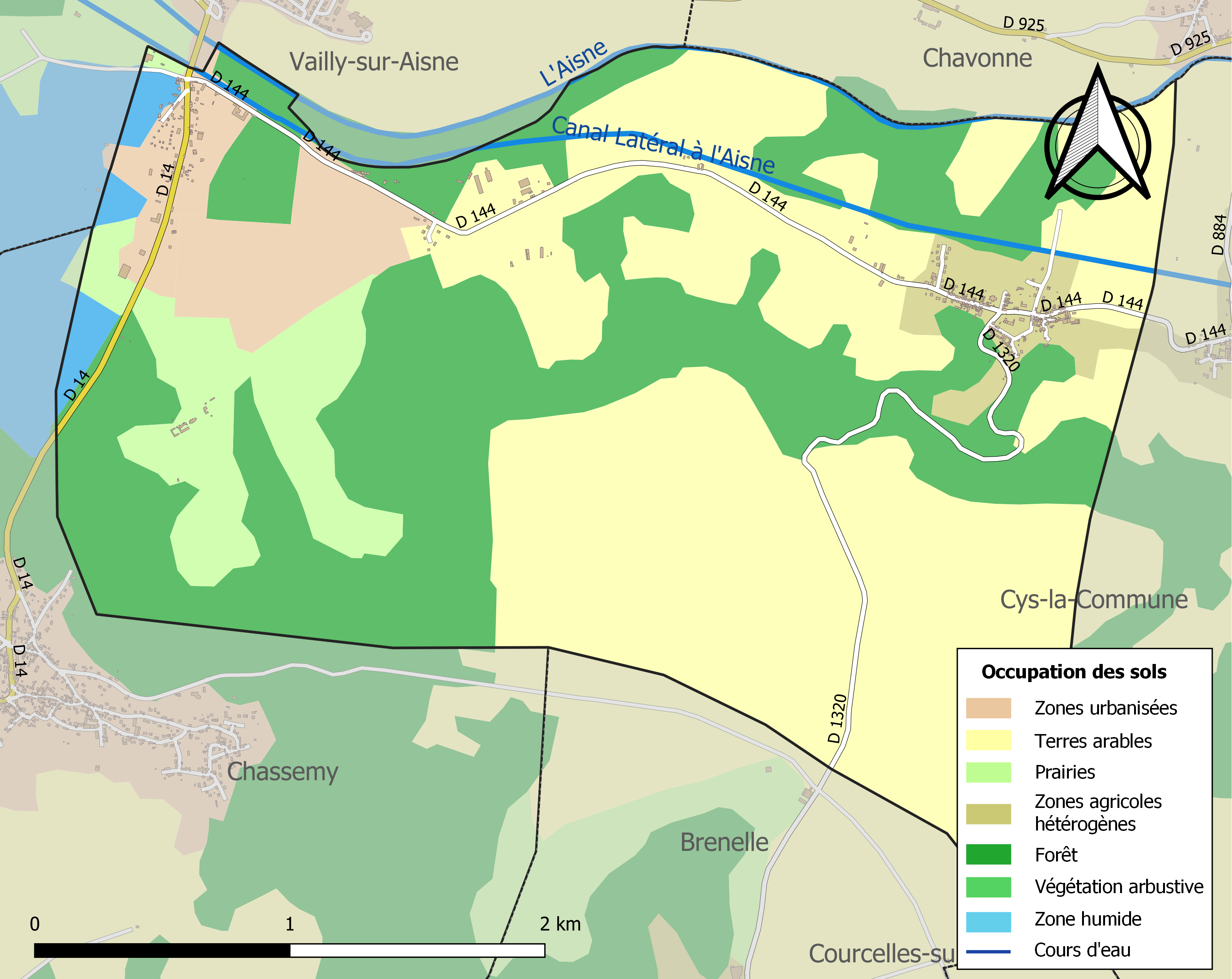
Carte de l'occupation des sols de la commune en 2018 (CLC).

## Toponymie
Presles (Praella en 1208) signifie « petit pré ». La paroisse de Boves lui fut adjointe en 179"[Quoi ?].
Boves est issu de l'ancien français bove qui signifie « grotte, caverne ». En effet, la colline sur laquelle est située la chapelle de Notre-Dame-des-Boves, à 1,5 km au sud du village, est caractérisée par des souterrains refuges et de petites carrières.

## Histoire
Des artefacts lithiques de l'Acheuléen, du Moustérien et notamment de la Méthode Levallois ont été trouvés sur le territoire de la commune. Un habitat fouillé par F. Moreau, en 1889, allant du Halstatt au mérovingien, une sépulture gallo-romaine dans la maison de l'épicier en 1959.

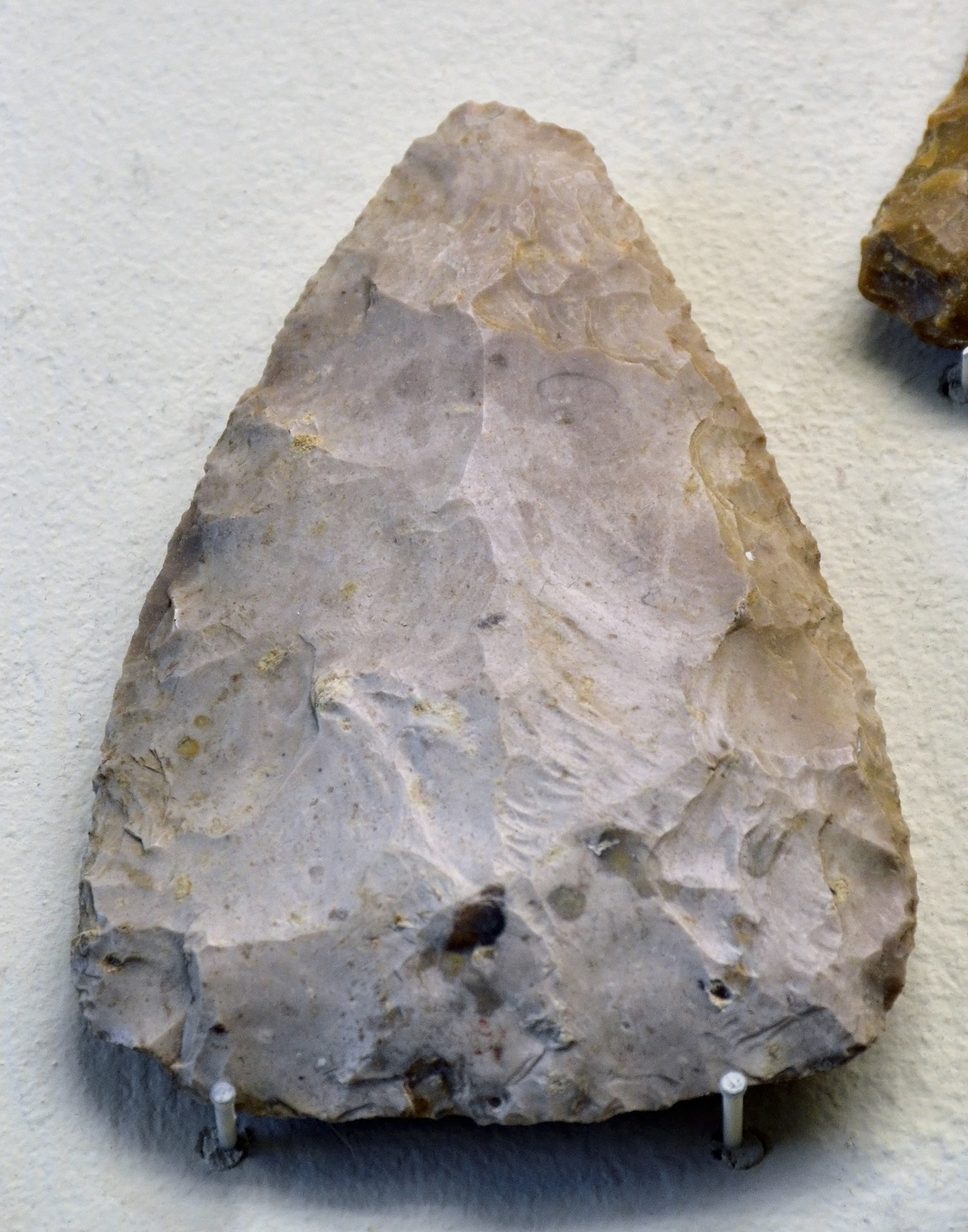
Moustérien,
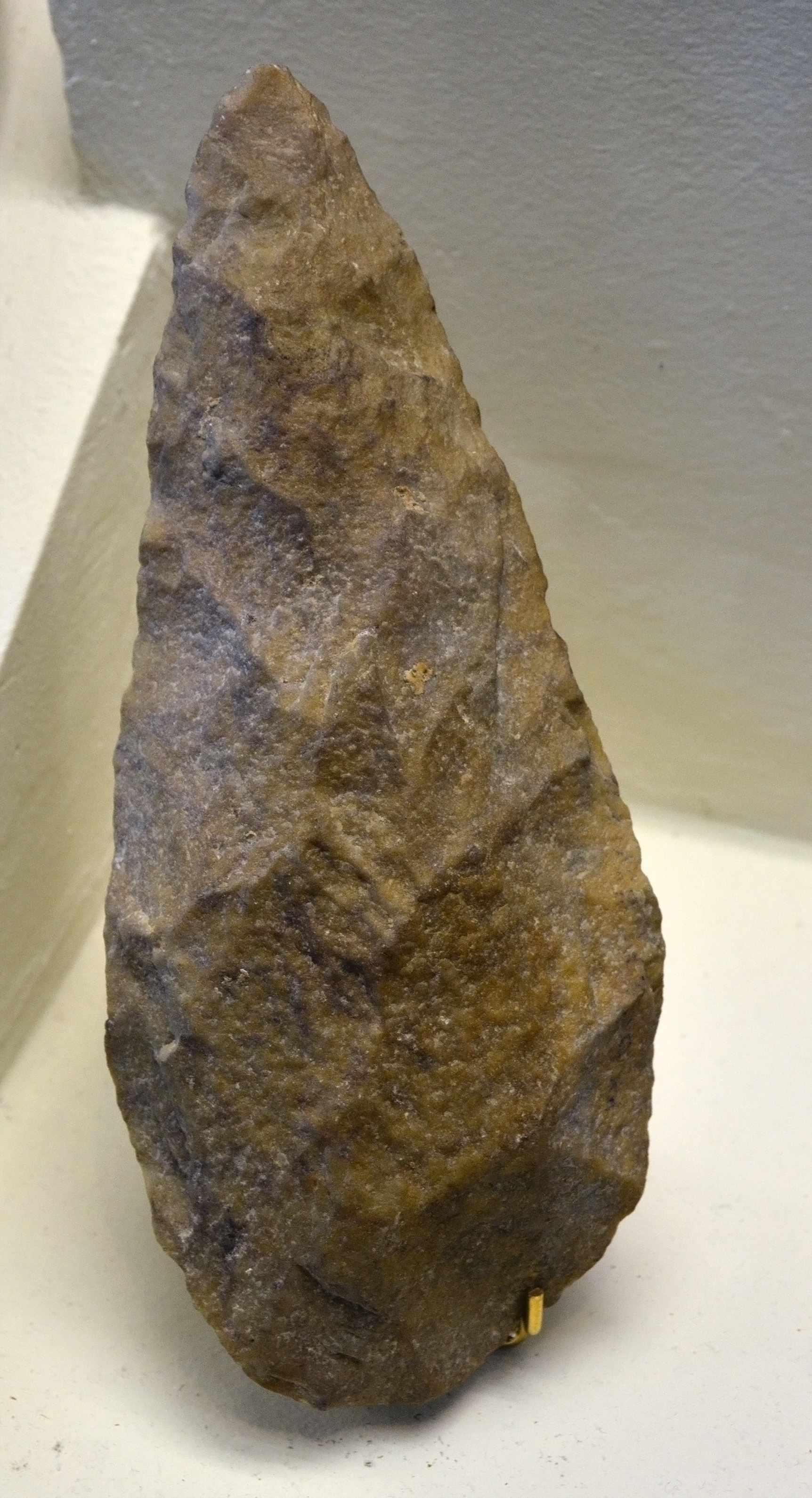
Acheu- léen,
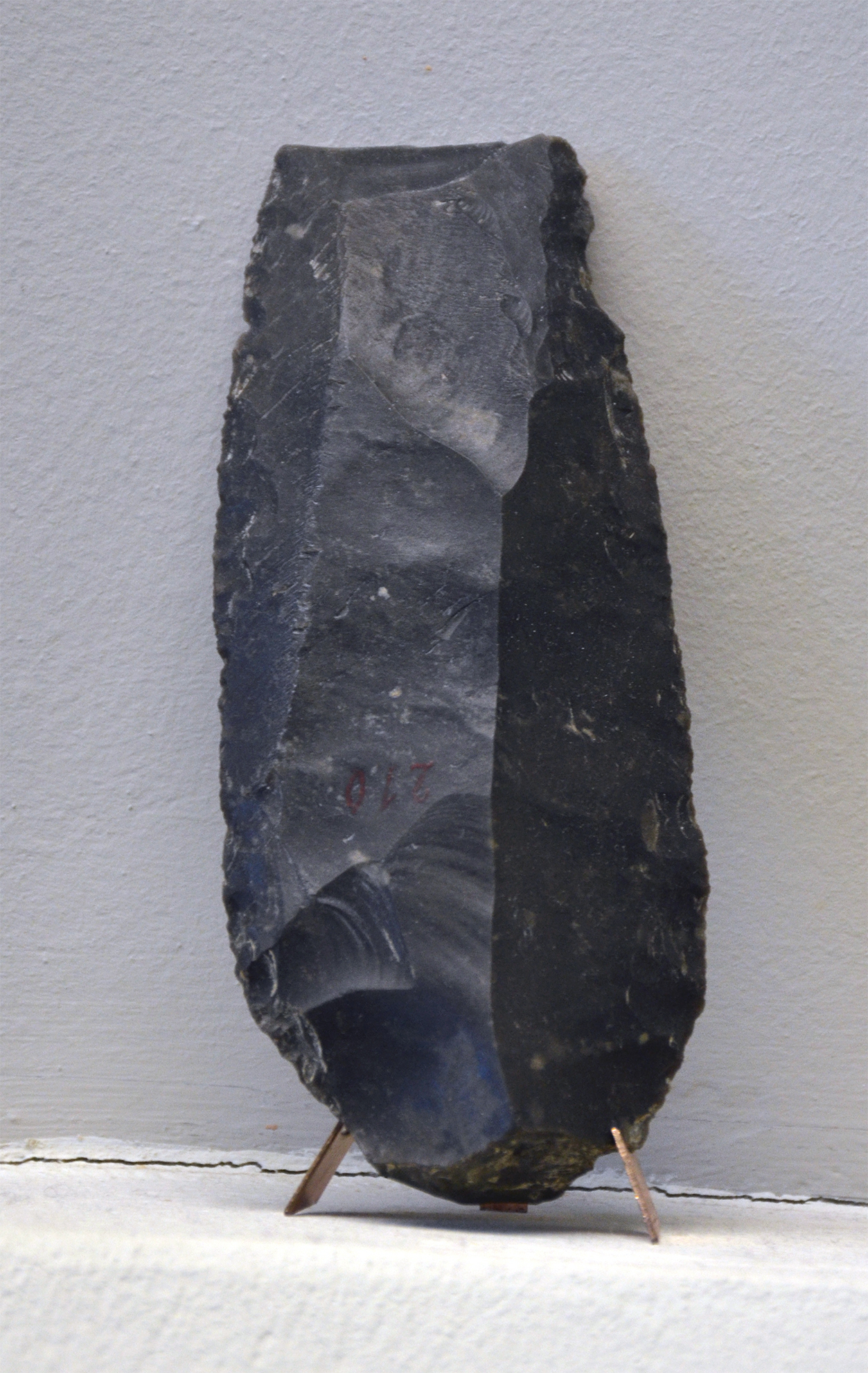
au musée Saint-Remi.
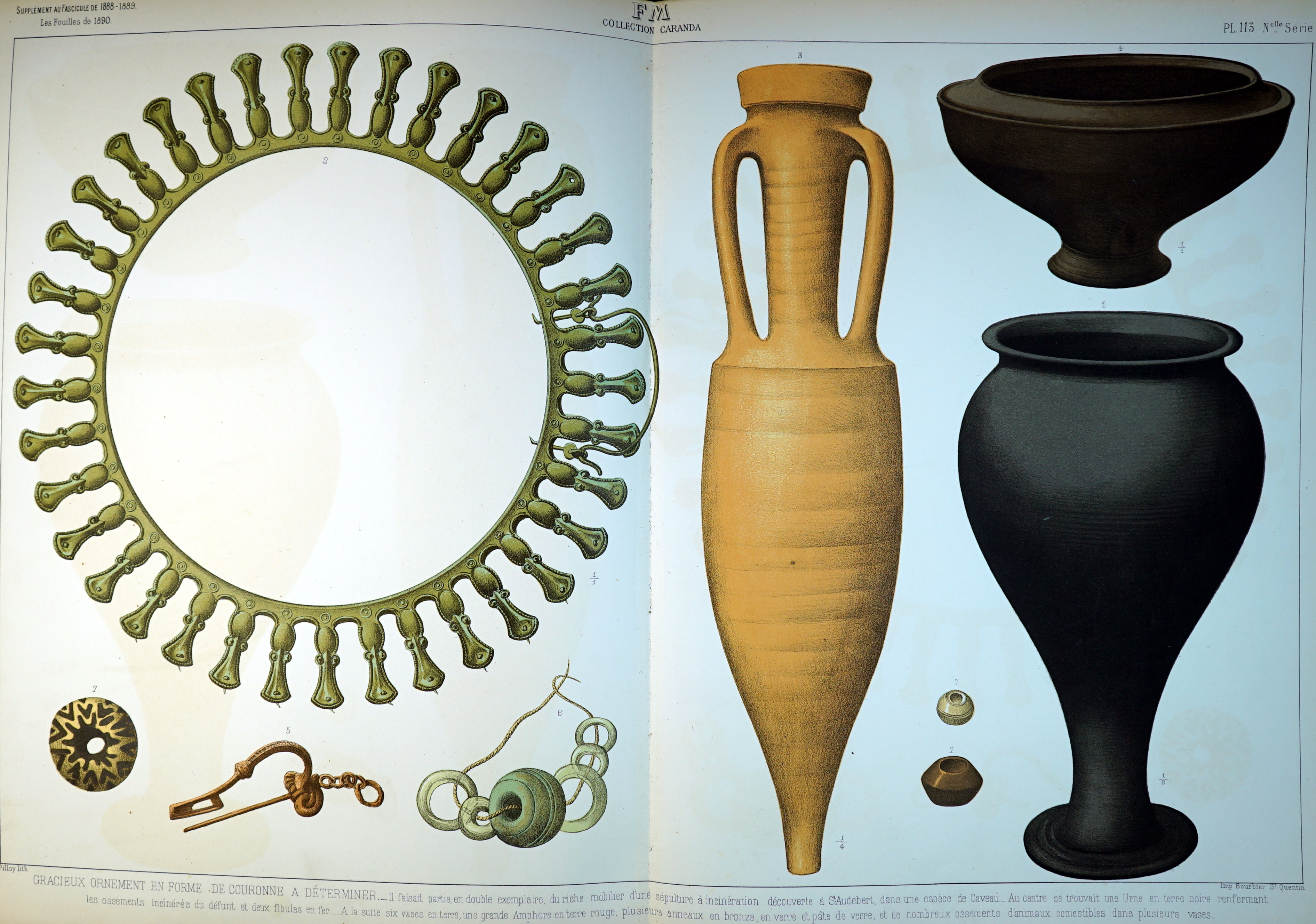
Amphore à collier de bronze, Saint-Audebert.

Des traces d'habitat remontent aux Gaulois, grâce à des fouilles de 1889 au lieu-dit Luziaux qui mirent au jour un cimetière. Thibaut V de Champagne donnait une charte municipale en 1199 aux villages de Cys, Presles, Saint-Mard, Rhu et Boves. Le lieu-dit le Vieux-Moulin est la dernière trace d'un moulin sur la Presle cité en 1228 et qui existait encore en 1704. Le village possédait une maladrerie fondée au XIIIe siècle par une bulle papale et la ferme de Saint-Audebert, qui appartenait aux religieux de Cuissy puis à ceux de Saint-Crepin-le-Grand avait de profondes caves et la fontaine Saint-Langreux qui « soignait » les enfants qui tardaient à marcher.

## Politique et administration

### Découpage territorial
La commune de Presles-et-Boves est membre de la communauté de communes du Val de l'Aisne, un établissement public de coopération intercommunale (EPCI) à fiscalité propre créé le 28 décembre 1994 dont le siège est à Presles-et-Boves. Ce dernier est par ailleurs membre d'autres groupements intercommunaux.
Sur le plan administratif, elle est rattachée à l'arrondissement de Soissons, au département de l'Aisne et à la région Hauts-de-France. Sur le plan électoral, elle dépend du  canton de Fère-en-Tardenois pour l'élection des conseillers départementaux, depuis le redécoupage cantonal de 2014 entré en vigueur en 2015, et de la cinquième circonscription de l'Aisne  pour les élections législatives, depuis le dernier découpage électoral de 2010.

### Administration municipale
| Période                                  | Période                       | Identité         | Étiquette | Qualité                                    |
| ---------------------------------------- | ----------------------------- | ---------------- | --------- | ------------------------------------------ |
| avant 1874                               | 1875                          | de Rubelles      |           |                                            |
| Les données manquantes sont à compléter. |                               |                  |           |                                            |
| mars 2001                                | mars 2014                     | Serge Rousseaux  |           |                                            |
| mars 2014                                | En cours (au 13 juillet 2020) | Maurice Delaitre | DVD       | Agriculteur Réélu pour le mandat 2020-2026 |

## Démographie
L'évolution du nombre d'habitants est connue à travers les recensements de la population effectués dans la commune depuis 1793. Pour les communes de moins de 10 000 habitants, une enquête de recensement portant sur toute la population est réalisée tous les cinq ans, les populations de référence des années intermédiaires étant quant à elles estimées par interpolation ou extrapolation. Pour la commune, le premier recensement exhaustif entrant dans le cadre du nouveau dispositif a été réalisé en 2007.

En 2022, la commune comptait 327 habitants, en évolution de −10,66 % par rapport à 2016 (Aisne : −1,97 %, France hors Mayotte : +2,11 %).
| 1793 | 1800 | 1806 | 1821 | 1831 | 1836 | 1841 | 1846 | 1851 |
| ---- | ---- | ---- | ---- | ---- | ---- | ---- | ---- | ---- |
| 289  | 337  | 366  | 309  | 361  | 379  | 408  | 402  | 352  |

| 1856 | 1861 | 1866 | 1872 | 1876 | 1881 | 1886 | 1891 | 1896 |
| ---- | ---- | ---- | ---- | ---- | ---- | ---- | ---- | ---- |
| 355  | 326  | 326  | 319  | 307  | 306  | 304  | 271  | 255  |

| 1901 | 1906 | 1911 | 1921 | 1926 | 1931 | 1936 | 1946 | 1954 |
| ---- | ---- | ---- | ---- | ---- | ---- | ---- | ---- | ---- |
| 240  | 259  | 259  | 237  | 268  | 335  | 285  | 230  | 275  |

| 1962 | 1968 | 1975 | 1982 | 1990 | 1999 | 2006 | 2007 | 2012 |
| ---- | ---- | ---- | ---- | ---- | ---- | ---- | ---- | ---- |
| 263  | 273  | 333  | 330  | 347  | 343  | 356  | 356  | 369  |

| 2017 | 2022 | - | - | - | - | - | - | - |
| ---- | ---- | - | - | - | - | - | - | - |
| 360  | 327  | - | - | - | - | - | - | - |

## Lieux et monuments
- L'église Saint-Pierre-et-Saint-Paul de Presles-et-Boves.
- Chapelle Notre-Dame des Boves.
- Le château du Bois Morin à Presles-et-Boves.
- Monument aux morts.
- Plaque commémorative des déportés sur la mairie.

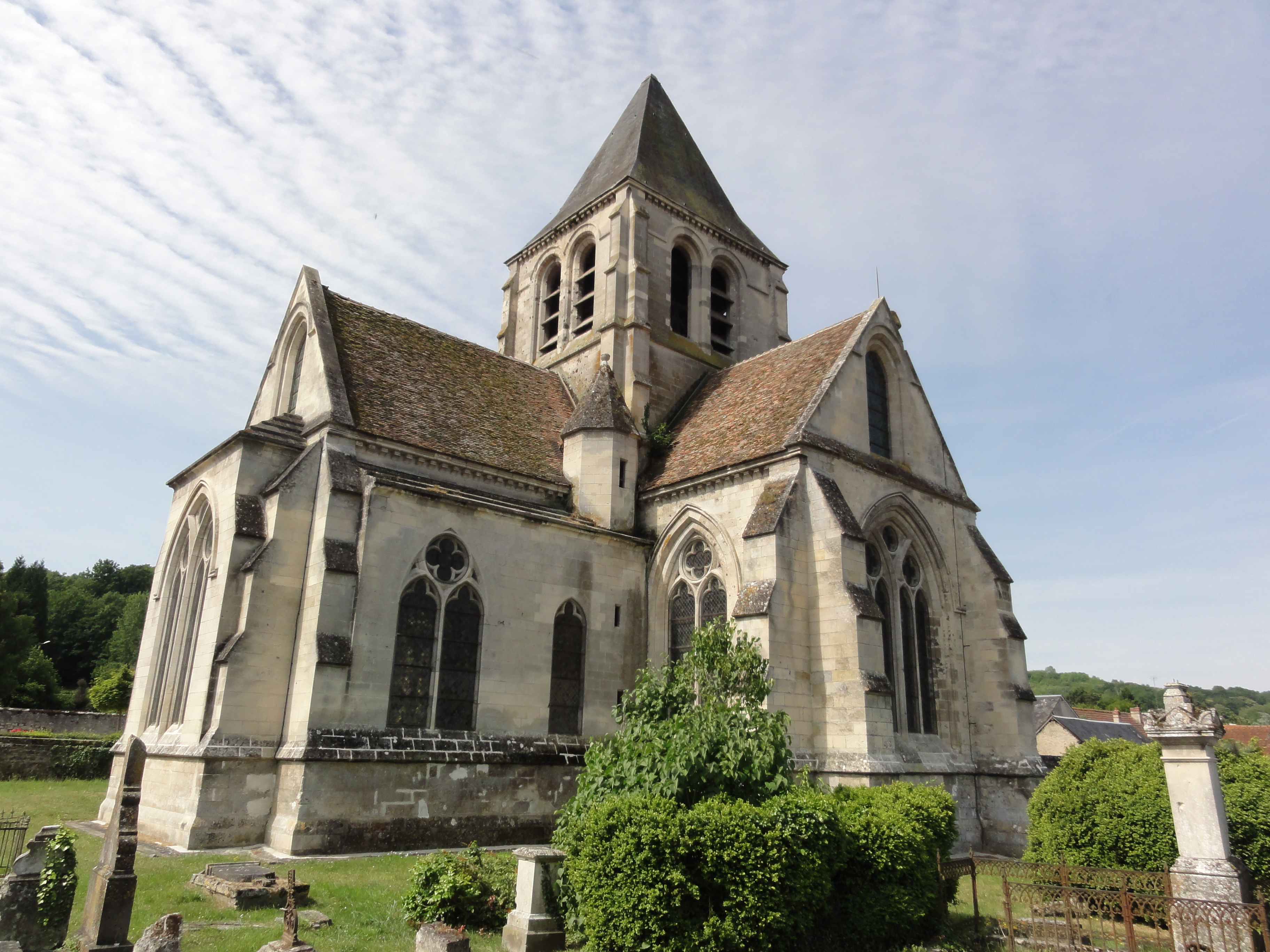
Église Saint-Pierre-et-Saint-Paul.
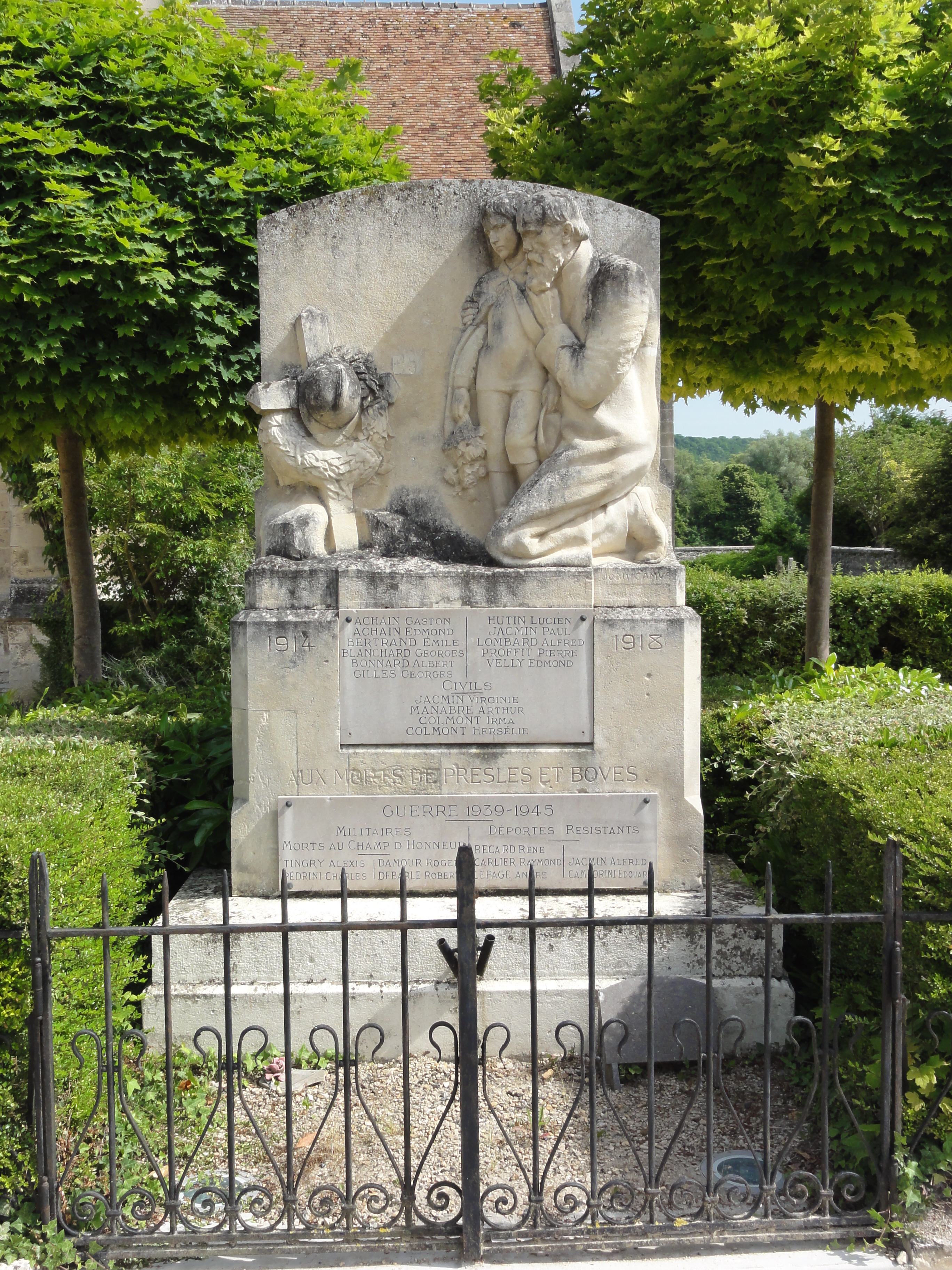
Monument aux morts.
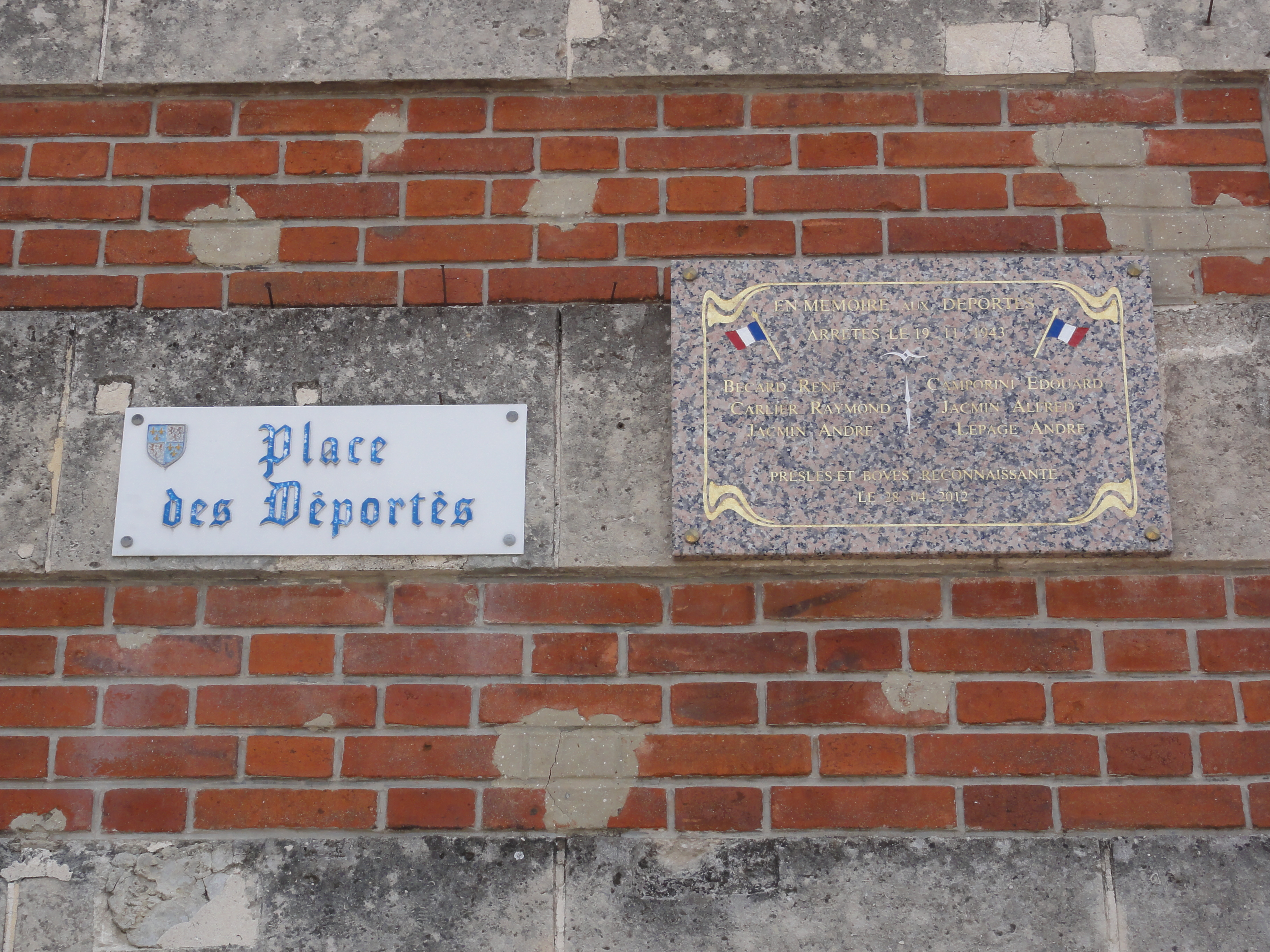
Plaque des déportés.
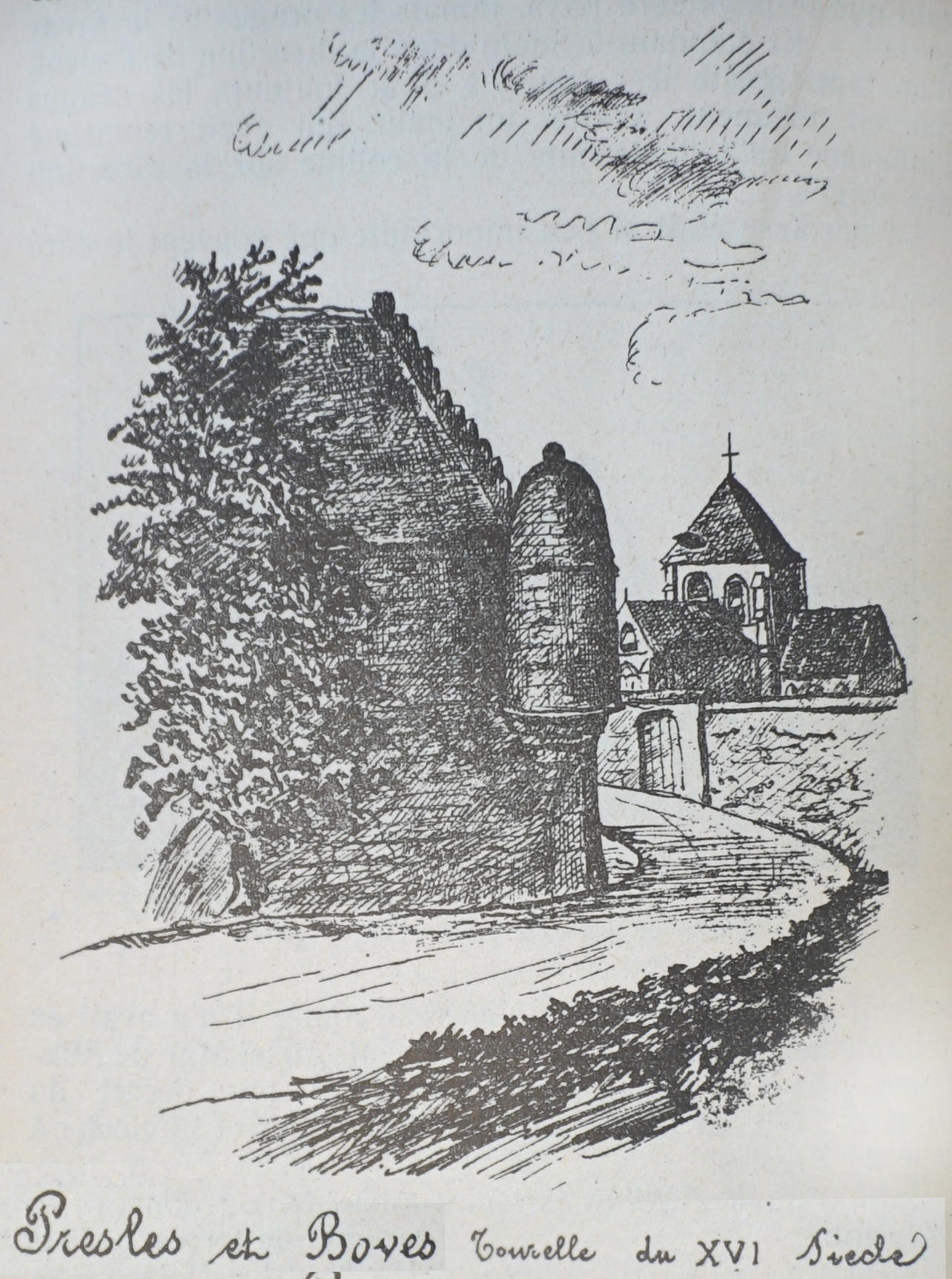
Tourelle XVIe siècle.

## Personnalités liées à la commune
- Marc Lescarbot né à Vervins (Aisne) vers 1570, avocat, poète, écrivain, auteur de la première Histoire de la Nouvelle-France, est mort à Presles-et-Boves en 1641.